# Alice nel Paese delle Meraviglie (film 1988)
Alice nel Paese delle Meraviglie (Alice in Wonderland) è un mediometraggio d'animazione australiano del 1988 diretto da Richard Trueblood e ispirato al romanzo Le avventure di Alice nel Paese delle Meraviglie di Lewis Carroll. Prodotto dalla Burbank Films Australia, uscì in VHS il 10 luglio 1988 distribuita dalla Pickwick Australia. 
La colonna sonora è composta da Mark Isaacs.

## Trama
Alice, mentre legge annoiata un libro di aritmetica in un prato, avvista all'improvviso un coniglio bianco con il panciotto e l'orologio da taschino che corre verso una buca. Alice lo insegue e sporge la testa nella buca, ma perde l'equilibrio e cade giù. Durante la caduta, vede passare strani oggetti quali lampade, orologi e vasetti di marmellata. Arriva in un corridoio dove vi sono delle porte, di cui una molto piccola. Alice prende un biscotto che raddoppia le sue dimensioni e per questo scoppia a piangere. Le sue lacrime inondano la stanza. La bambina Alice allora beve da una bottiglia, rimpicciolisce e si fa trasportare dal mare di lacrime. Successivamente Alice riceve dal Bianconiglio le chiavi della sua casa con l'ordine di pulirla. Entratavi, Alice beve da un'altra bottiglia che la fa ingrandire. Dopo un po' ritorna normale se ne va nel bosco. Incontra il Brucaliffo che le rivela che una metà del fungo può farla crescere, l'altra rimpicciolire. Alice si ritrova poi a casa della duchessa dove fa la conoscenza dello Stregatto, che la invita ad andare dal Cappellaio Matto e dal Leprotto Bisestile. Aprendo un'altra porta, Alice si ritrova nel giardino della Regina di Cuori che le ordina di giocare a croquet.

## Doppiatori originali
- Alice: Olivia Martins [2]
- Bianconiglio: Keith Scott [5]
- Cappellaio Matto: Phillip Hinton [2]
- Lepre Marzolina: Keith Scott [5]
- Stregatto: Paul Johnstone
- Ghiro: Paul Johnstone
- Bricaliffo: Paul Johnstone
- Dodo: Keith Scott [5]
- Regina di cuori: Moya O'Sullivan [6][2]
- Re di cuori: Phillip Hinton
- Bill la lucertola: Phillip Hinton
- Falsa Tartaruga: Paul Johnstone

## Distribuzione
L'opera ha goduto di distribuzione direct-to-video in diversi paesi. In Italia è stata distribuita in VHS alla fine degli anni 1980 dalla Azzurra Video e successivamente diverse volte dalla Stardust a partire dal 1994. In Francia è stata distribuita a partire dal 1992 dalla MPM Productions con il titolo Alice au pays des merveilles, mentre l'edizione spagnola risale al 1994, con il titolo Alicia en el País de las Maravillas. In Brasile, la pellicola è stata pubblicata l'8 novembre 1997 dal quotidiano Folha de S. Paulo nella collana Videoteca da Criança, con il titolo Alice no País das Maravilhas.
Altre edizioni europee sono:
- Alenka v říší divů (1988, Burbank Films Australia);[11][12]
- Alice i Underlandet (1996, Filmförlaget Atlantic).[13]